# Lesogorskij
Lesogorskij (rusky Лесогорский, finsky Jääski) je sídlo městského typu v Leningradské oblasti v Ruské federaci. Při sčítání lidu v roce 2010 měl přes tři tisíce obyvatel. 